# 廖湛
廖湛（？—26年），荊州南陽郡平林县人，中国两汉之际反新地方軍平林軍部将，先後为更始帝劉玄、赤眉軍劉盆子兩政權的重臣。

## 生平
| 姓名           | 廖湛                                                 |
| 時代           | 新代                                                 |
| 生没年         | 生年不詳 - 26年（建武二年）                          |
| 字・別号       | 〔不詳〕                                             |
| 本貫・出身地等 | 荊州南陽郡平林县                                     |
| 職官           | 〔平林軍部将〕 →執金吾大将軍〔更始〕 →部将〔劉盆子〕 |
| 爵位・号等     | 穰王〔更始〕                                         |
| 陣营・所属等   | 陳牧→更始帝→劉盆子                                   |
| 家族・一族     | 〔不詳〕                                             |

地皇三年（22年），廖湛同乡陳牧集兵共千余人起事，号「平林軍」，和王匡的新市軍相呼应。劉玄在安集掾加入平林軍。
劉縯率舂陵軍与平林軍、新市軍联合，進軍南陽郡宛城，联軍在南陽郡育陽县小長安聚，和新朝前隊大夫（新制南陽郡太守）甄阜、屬正（新制都尉）梁丘賜作战，联军战败。地皇四年（23年）正月，王常率下江軍与他们合流，在泚水之战击败甄阜、梁丘賜。
联軍諸将讨论擁立天子，南陽士大夫（舂陵諸将）和王常主张拥立劉縯，廖湛和其他諸将主张拥立平林軍出身劉玄。結果，劉縯为了避免分裂，把帝位让给劉玄。更始元年（23年）二月，劉玄即位为更始帝，建立更始政权，廖湛被任命为執金吾大将軍。更始二年（24年）二月，劉玄遷都長安，封廖湛为穰王。
更始三年（25年），王匡、張卬在河東郡劉秀部下鄧禹击敗，赤眉軍同时西進長安。更始政权情勢恶劣，衛尉张卬对諸将说「咱们回到南陽。就是再敗，不过还是回到沼泽地为盗賊」。廖湛等诸将大多同意。廖湛、王匡、張卬、胡殷、申屠建一起向更始帝進言逃回南陽，更始帝不同意。
不满的廖湛、張卬、胡殷、申屠建等人，和隗囂一起，想要劫持更始帝到南阳。更始帝事前察知，传五人入宫，想要一起诛杀。廖湛四人得知情况有变而逃走，只有申屠建进入宫廷内，被更始帝诛杀。廖湛和胡殷参与張卬的兵变攻打更始帝，更始帝投奔駐屯京兆尹新丰的右大司馬赵萌（刘玄赵夫人的父亲）。
廖湛和王匡一起支配長安，更始帝、趙萌、丞相李松反击，使廖湛等敗出长安。廖湛降赤眉軍，成为助其攻打長安的向导。同年九月，更始政权滅亡。
廖湛作为降将在赤眉政权獲得厚遇，率大軍号称十八万。建世二年（26年），廖湛進入三輔攻打更始帝所封的漢中王劉嘉。在長安西北部的左馮翊谷口作战，廖湛战败，被劉嘉斬首。

## 注
1. ↑  《後漢書》劉嘉传，称廖湛为「鄧王」。实际上鄧王是王常，廖湛是穰王。